# Attrazione pericolosa (film 1995)
Attrazione pericolosa (A Dangerous Affair) è un film per la televisione del 1995 diretto da Alan Metzger.

## Trama
Sharon Blake è una donna d'affari che incontra l'agente immobiliare Robert Kenzer mentre partecipa ad una festa e presto avranno una relazione  appassionata. Ma, dopo aver terminato la relazione, Sharon si ritrova perseguitata e molestata da Robert che diventa violento.